# Sebastian Ströbel

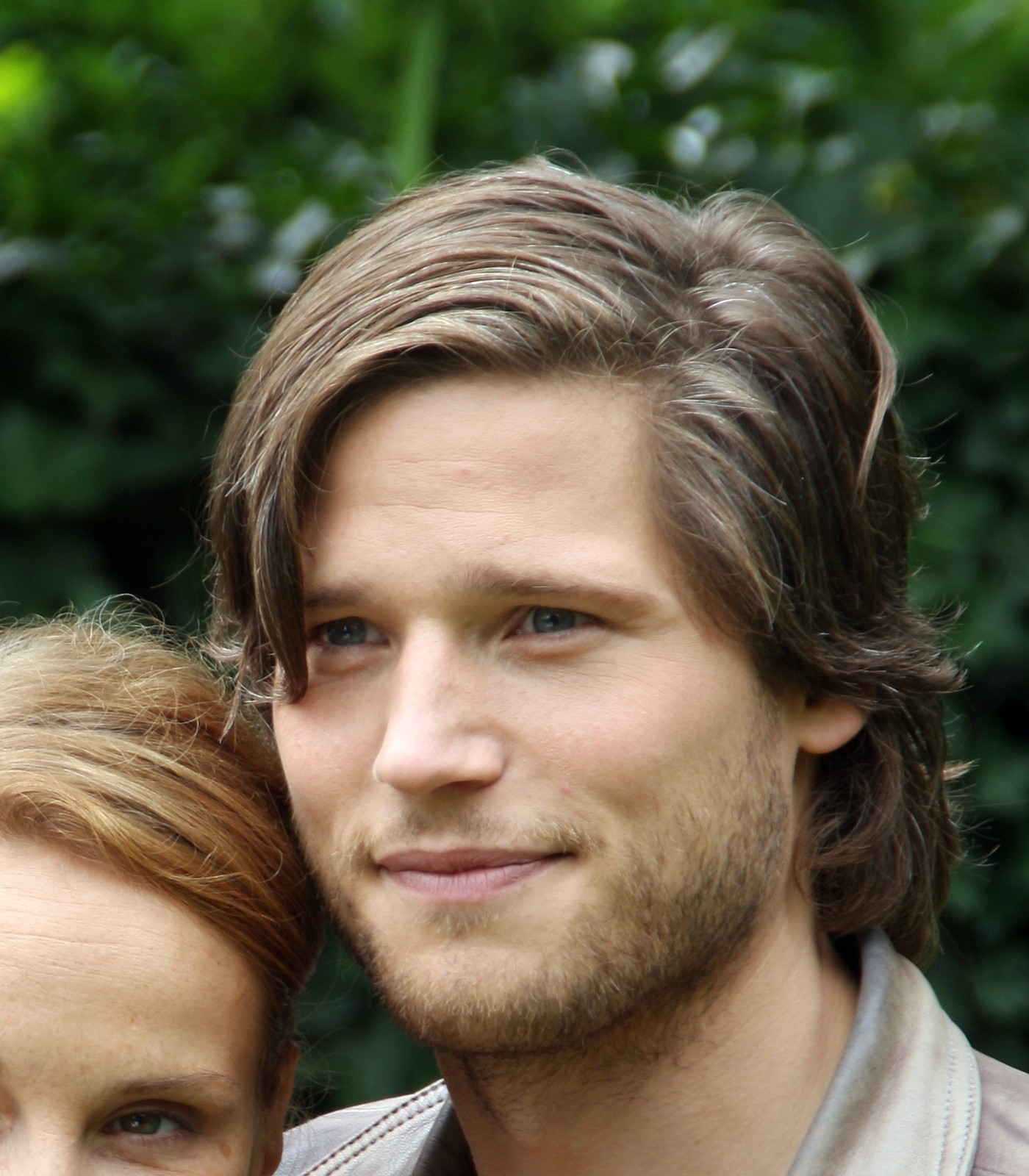
Sebastian Ströbel als Kriminalhauptkommissar Jan Brenner in der Krimiserie Countdown – Die Jagd beginnt

Sebastian Ströbel (* 2. Februar 1977 in Karlsruhe) ist ein deutscher Schauspieler.

## Leben
Nach seinem Abitur am Spohn-Gymnasium Ravensburg absolvierte Ströbel bis 1999 eine Ausbildung am Mozarteum in Salzburg. Er ist verheiratet und Vater von vier Kindern.
Sein Bildschirmdebüt gab er an der Seite von Tobias Moretti in einer Folge der Krimi-Reihe Kommissar Rex. Von 2000 bis 2001 spielte Ströbel die Rolle des Max Lindner in der Vorabendserie Powder Park (Plötzlich erwachsen!). 2003 spielte er an der Seite von Alexandra Maria Lara in dem Kurzfilm Leise Krieger unter der Regie von Alex Dierbach die Hauptrolle. 2004 übernahm Ströbel an der Seite von Felicitas Woll die Hauptrolle in dem Film Abgefahren – Mit Vollgas in die Liebe.
2007 war er an der Seite von Yvonne Catterfeld in dem Fernsehfilm Wenn Liebe doch so einfach wär’ zu sehen. Anfang 2010 spielte Ströbel einen Weltenbummler im Video zu Spinner der Band Revolverheld. Ab dem 14. Januar 2010 war Ströbel in drei Staffeln der RTL-Fernsehserie Countdown – Die Jagd beginnt in der Hauptrolle als Kriminalhauptkommissar Jan Brenner zu sehen. Seit Juli 2010 ist Ströbel zusammen mit Inez Bjørg David und Samuel Finzi das Gesicht einer Werbekampagne des Versicherungskonzerns ERGO.
Seit 2014 spielt er in der ZDF-Serie Die Bergretter die Rolle des Leiters der Bergrettung Markus Kofler. Von 2022 bis 2024 sprach er zusammen mit Johannes Strate und Freddy Radeke im Podcast "Zuckerbrot und Kneipe – Familie und so..." über Vatersein und Familienleben.
Darüber hinaus ist er Anhänger des 1. FC Nürnberg. Ströbel ist Mitglied der SPD.

## Filmografie (Auswahl)
- 1998: Kommissar Rex (Fernsehserie, Folge Tod eines Schülers)
- 1998: Die Neue – Eine Frau mit Kaliber (Fernsehserie, Folge Gefährliche Spiele)
- 1999: Medicopter 117 – Jedes Leben zählt (Fernsehserie, Folge Die Falsche Maßnahme)
- 2000: Die Nacht der Engel (Fernsehfilm)
- 2000: Die Hässliche (Fernsehfilm)
- 2001–2009: Powder Park (Fernsehserie, 26 Folgen)
- 2002: Brudertag (Kurzfilm)
- 2002: Snipers Alley (Kurzfilm)
- 2002: Geht nicht gibt’s nicht (Fernsehfilm)
- 2002, 2013: Alarm für Cobra 11 – Die Autobahnpolizei (Fernsehserie, verschiedene Rollen, 2 Folgen)
- 2003, 2008: Im Namen des Gesetzes (Fernsehserie, verschiedene Rollen, 2 Folgen)
- 2004: Familie Dr. Kleist (Fernsehserie, Folge Der Traum vom Fliegen)
- 2004: Mädchen, Mädchen 2 – Loft oder Liebe
- 2004: Leise Krieger (Kurzfilm)
- 2004: In aller Freundschaft (Fernsehserie, Folge Anna und der Wolf)
- 2004: Abgefahren – Mit Vollgas in die Liebe
- 2005: Jetzt erst recht! (Fernsehserie, Folge Zu schön, um wahr zu sein)
- 2005: Siehst du mich? (Fernsehfilm)
- 2005: Polly Blue Eyes
- 2006: Polizeiruf 110: Schneewittchen (Fernsehreihe)
- 2006: Geile Zeiten (Fernsehfilm)
- 2006: Arme Millionäre (Fernsehserie, 7 Folgen)
- 2006: Rosalie und Bruno (Kurzfilm)
- 2007: Verrückt nach Clara (Fernsehserie, 2 Folgen)
- 2007: SOKO Wismar (Fernsehserie, Folge Kochen, flirten, morden)
- 2007: Wenn Liebe doch so einfach wär’ (Fernsehfilm)
- 2007: Wortbrot
- 2008: Fleisch
- 2008: Notruf Hafenkante (Fernsehserie, Folge Filmriss)
- 2008: Appassionata (Kurzfilm)
- 2008: Gonger – Das Böse vergisst nie (Fernsehfilm)
- 2009: Der Dicke/Die Kanzlei (Fernsehserie, Folge Voll ins Herz)
- 2009: Joanna Trollope: In Boston liebt man doppelt (Fernsehfilm)
- 2009: Mein Flaschengeist und ich (Fernsehfilm)
- 2009: Contra (Kurzfilm)
- 2009: Ich steig’ Dir aufs Dach, Liebling (Fernsehfilm)
- 2010: Gonger 2 – Das Böse kehrt zurück (Fernsehfilm)
- 2010: Deadline – Jede Sekunde zählt (Fernsehserie, Folge Wer einmal lügt)
- 2010: Uns trennt das Leben (Fernsehfilm)
- 2010: Augustinus (Fernsehfilm)
- 2010–2012: Countdown – Die Jagd beginnt (Fernsehserie, 24 Folgen)
- 2011: Plötzlich fett! (Fernsehfilm)
- 2011: Isenhart – Die Jagd nach dem Seelenfänger (Fernsehfilm)
- 2012: Mann kann, Frau erst recht (Fernsehfilm)
- 2012: Nein, Aus, Pfui! Ein Baby an der Leine (Fernsehfilm)
- 2012: Unter Frauen
- 2012: Abseitsfalle
- 2013: Achtung Polizei! – Alarm um 11 Uhr 11 (Fernsehfilm)
- 2013: Helden – Wenn dein Land dich braucht (Fernsehfilm)
- 2014: Die Hochzeit meiner Schwester (Fernsehfilm)
- 2014: Cecelia Ahern – Zwischen Himmel und hier (Fernsehreihe)
- 2014: Cecelia Ahern – Mein ganzes halbes Leben
- 2014: SOKO 5113/SOKO München (Fernsehserie, Folge Ein perfektes Leben)
- seit 2014: Die Bergretter (Fernsehserie)
- 2015: Verliebt, verlobt, vertauscht (Fernsehfilm)
- 2015: Hans im Glück (Fernsehfilm)
- 2016: München Mord: Kein Mensch, kein Problem (Fernsehreihe)
- 2017: Nord Nord Mord – Clüver und die wilde Nacht (Fernsehreihe)
- 2018: Kreuzfahrt ins Glück – Hochzeitsreise nach Norwegen (Fernsehreihe)
- 2018: Jenny – echt gerecht! (Fernsehserie, Folge Der Freundschaftsdienst)
- 2018: Der Wunschzettel (Fernsehfilm)
- 2019: Der Alte (Fernsehserie, Folge Gerechtigkeit)
- 2020: Kinder und andere Baustellen (Fernsehfilm)
- 2023: Herzstolpern (Fernsehfilm, Teil 1 – Aufbruch nach Italien, Teil 2 – Neustart ins Leben)
- 2025: Die Beste zum Schluss (Fernsehfilm)